# 11101 Českáfilharmonie
11101 Českáfilharmonie eller 1995 SH är en asteroid i huvudbältet som upptäcktes den 17 september 1995 av den tjeckiske astronomen Lenka Kotková vid Ondřejov-observatoriet. Den är uppkallad efter Tjeckiska filharmonikerna.
Asteroiden har en diameter på ungefär 5 kilometer och den tillhör asteroidgruppen Eunomia.